# Ostrołęka (powiat radomski)
Ostrołęka – wieś w Polsce położona w województwie mazowieckim, w powiecie radomskim, w gminie Przytyk. Ma status sołectwa.
| SIMC    | Nazwa      | Rodzaj     |
| ------- | ---------- | ---------- |
| 0634265 | Babia Góra | przysiółek |

Prywatna wieś szlachecka, położona była w drugiej połowie XVI wieku w powiecie radomskim województwa sandomierskiego. W latach 1975–1998 miejscowość należała administracyjnie do województwa radomskiego.
Wierni Kościoła rzymskokatolickiego należą do parafii św. Wawrzyńca we Wrzosie.